# Judenbach
Judenbach är en ortsteil i staden Föritztal i Landkreis Sonneberg i förbundslandet Thüringen i Tyskland. Judenbach var en kommun fram till den 6 juli 2018 när den uppgick i Föritztal. Judenbach hade 2 349 invånare 2018.